# Жунчэн (Баодин)
Жунчэ́н (кит. упр. 容城, пиньинь Róngchéng) — уезд городского округа Баодин провинции Хэбэй (КНР).

## История
Уезд был образован ещё при империи Цинь. При империи Тан императором ему было даровано название Цюаньчжун (全忠县), но в 742 году уезду было возвращено прежнее название.
В августе 1949 года был образован Баодинский специальный район (保定专区), и уезд вошёл в его состав. В 1958 году уезд был присоединён к уезду Сюйшуй, но в 1962 воссоздан вновь.
В 1968 году Баодинский специальный район был переименован в Округ Баодин (保定地区). Постановлением Госсовета КНР от 23 декабря 1994 года округ Баодин и город Баодин были расформированы, а на их территории был образован Городской округ Баодин.
С 1 апреля 2017 года включён в состав Нового района Сюнъань для создания высокотехнологичного образцового города.

## Административное деление
Уезд Жунчэн делится на 5 посёлков и 3 волости.